# Чурашур (Малопургинський район)
Чурашу́р (рос. Чурашур, удм. Чурашур) — присілок у Малопургинському районі Удмуртії, Росія.
Урбаноніми:
- вулиці — Нагірна, Центральна, Шкільна
- провулки — Зарічний

## Населення
Населення — 75 осіб (2010; 84 в 2002).
Національний склад станом на 2002 рік:
- удмурти — 97 %